# Ferdinand Bronner
Ferdinand Bronner (Oświęcim, 1867. október 15. – Bad Ischl, 1948. június 8.) osztrák író, drámaíró.

## Élete
Arnolt Bronner író (1895–1959) író apja volt. Eredeti neve Eliezer Feiwel Bronner, apja rabbi volt. Középiskolai tanulmányait  Bielsko-Białában végezte, ezután Bécsben és Berlinben német nyelvet és filozófiát tanult. Felesége Martha Schelle volt, négy gyermekük született. 1895-ben a család Bécsbe költözött, de már hamar, 1896-ban továbbköltöztek Jägerndorfba (ma Krnov Csehország), ahol Bronner a helyi középiskola tanára lett. 1900-ban visszaköltöztek Bécsbe, ahol ugyancsak mint középiskolai tanár dolgozott. Fiát, Arnolt Bronnent 1937-ben zsidó származása miatt kizárták a Német Irodalmi Kamarából, mire ő eljárást indított, amelyben megtámadta Ferdinand Bronner apaságát. 1941-ben Arnolt árja származása megerősítést nyert, s visszavették a kamarába.
Ferdinand Brommer Franz Adamus írói álnéven alkotott. Az egyik legelső osztrák naturalista költőnek tartják. Első drámája, a Familie Wawroch az osztrák proletariátus szenvedéseit írja le (a darab egy drámatrilógia első része).

## Munkái
- Aus Zeit und Ewigkeit. Ein Liederbuch. Raumann, Leipzig, 1893
- Jahrhundertwende. Ein Dramencyklus (Trilógia) (1899–1902)
  - 1900 (zwei Auflagen): Familie Wawroch. Ein österreichisches Drama in vier Akten. lbert Langen, Paris/Leipzig/München 1899.
  - 1902: Neues Leben (Unser Kinder Land)
- Schmelz, der Nibelunge. Komödie in vier Akten. Wien : Wiener Verlag, 1905[9]
- Vaterland. Drama aus Tirols Heldenzeit in vier Akten. Wien : Karl Fromme, 1911

## Külső hivatkozások
- Ferdinand Bronner munkái, illetve róla szóló munkák a Deutsche Nationalbibliothek oldalán
- Sigfrid Hoefert: Das Drama des Naturalismus, Google Books

## Fordítás
- Ez a szócikk részben vagy egészben  a   Ferdinand Bronner című német Wikipédia-szócikk ezen változatának fordításán alapul.  Az eredeti cikk szerkesztőit annak laptörténete sorolja fel. Ez a jelzés csupán a megfogalmazás eredetét és a szerzői jogokat jelzi, nem szolgál a cikkben szereplő információk forrásmegjelöléseként.